# Misanthrope
Misanthrope é uma banda francesa de death metal formada em 1988. A banda tem um estilo muito teatral inspirado em Molière, dramaturgo francês. O estilo da banda é difícil de definir, provavelmente a melhor descrição é death metal técnico. A banda também faz amplo uso de teclados, e as características limpo, e vocais guturais.

## Discografia
- Inductive Theories (1989)
- Crisis of Soul (1990)
- Hater of Mankind (1991)
- Variation on Inductive Theories/Kingdom of the Dark (1993)
- Miracles: Totem Taboo (1994)
- 1666...Theatre Bizarre (1995)
- Visionnaire (1997)
- Libertine Humiliations (1998)
- Misanthrope Immortel (2000)
- Recueil d'Écueils: les Épaves et Autres Oeuvres Interdites (2000)
- Sadistic Sex Daemon (2003)
- Misanthro-Thérapie (15 Années d'Analyse) (2004)
- Metal Hurlant (2005)
- IrremeDIABLE (2008)
- Ænigma Mystica (2013)

## Membros

### Membros Atuais
- Phillipe De L'Argilière - vocais
- Anthony Scemama - Guitarra/Teclado
- Jean-Jacques Moréac - Baixo/Teclado
- Gaël Feret - Bateria

### Membros Antigos
- Gregory Lambert - Guitarra
- Jean-Baptiste Boitel - Guitarra/Teclado
- Charles-Henri Moréac - Guitarra
- Stephane Cros - Guitarra
- Frantz-Xavier Boscher - Guitarra
- Lionel Bolore - Baixo
- Alexandre Iskander - Teclado
- Sergio Gruz - Teclado
- David Barrault - Bateria
- Olivier Gaubert - Bateria
- Johansson Offhenstruh - Bateria
- Alexis Phélipot - Bateria